# Musée national Boubou-Hama
Le musée national Boubou-Hama (MNBH) est un musée nigérien situé à Niamey, la capitale. Il comprend également un jardin zoologique.

## Histoire

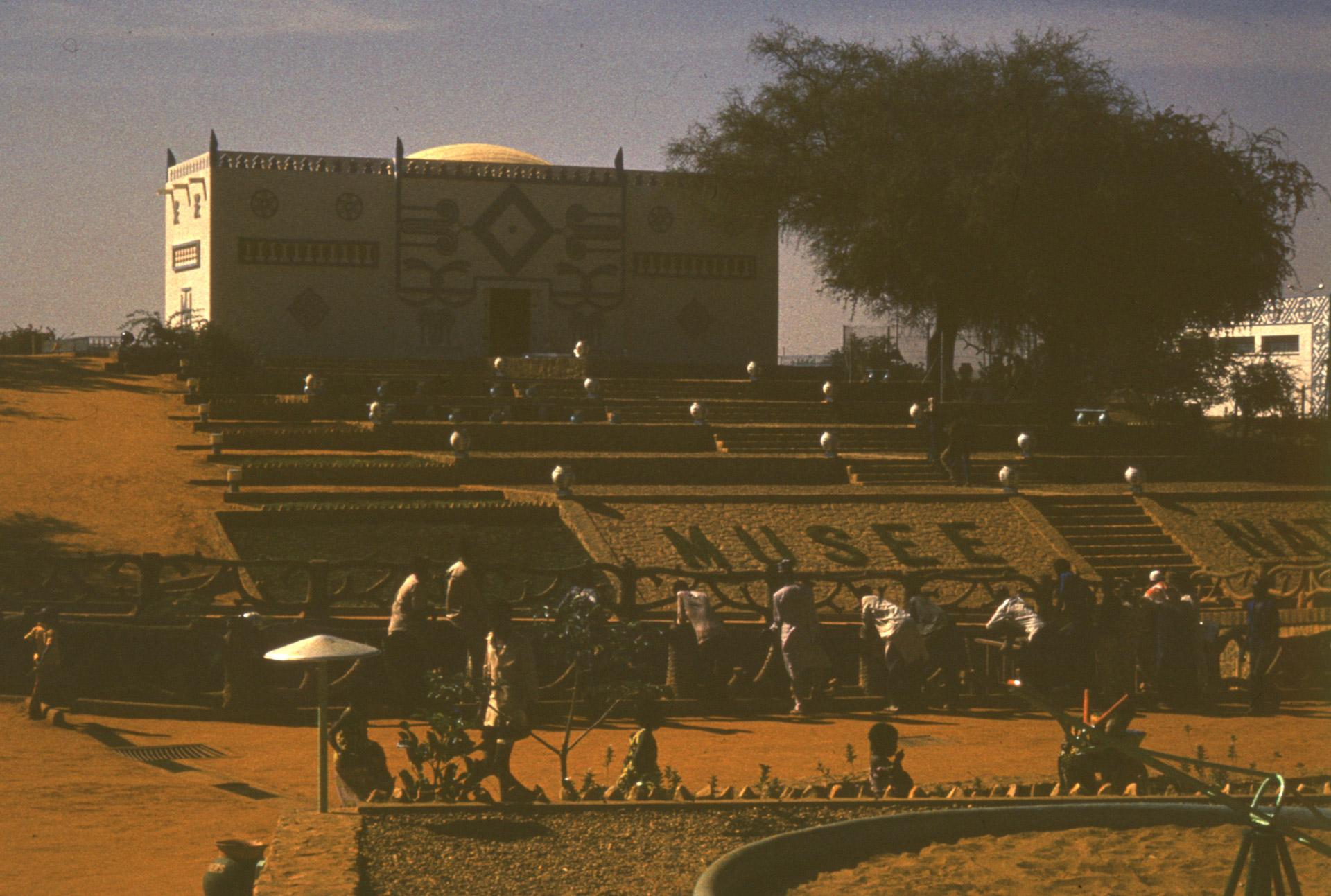
Le musée en 1976. Institut d'ethnologie et d'anthropologie structurelle de l'université de Poznań.

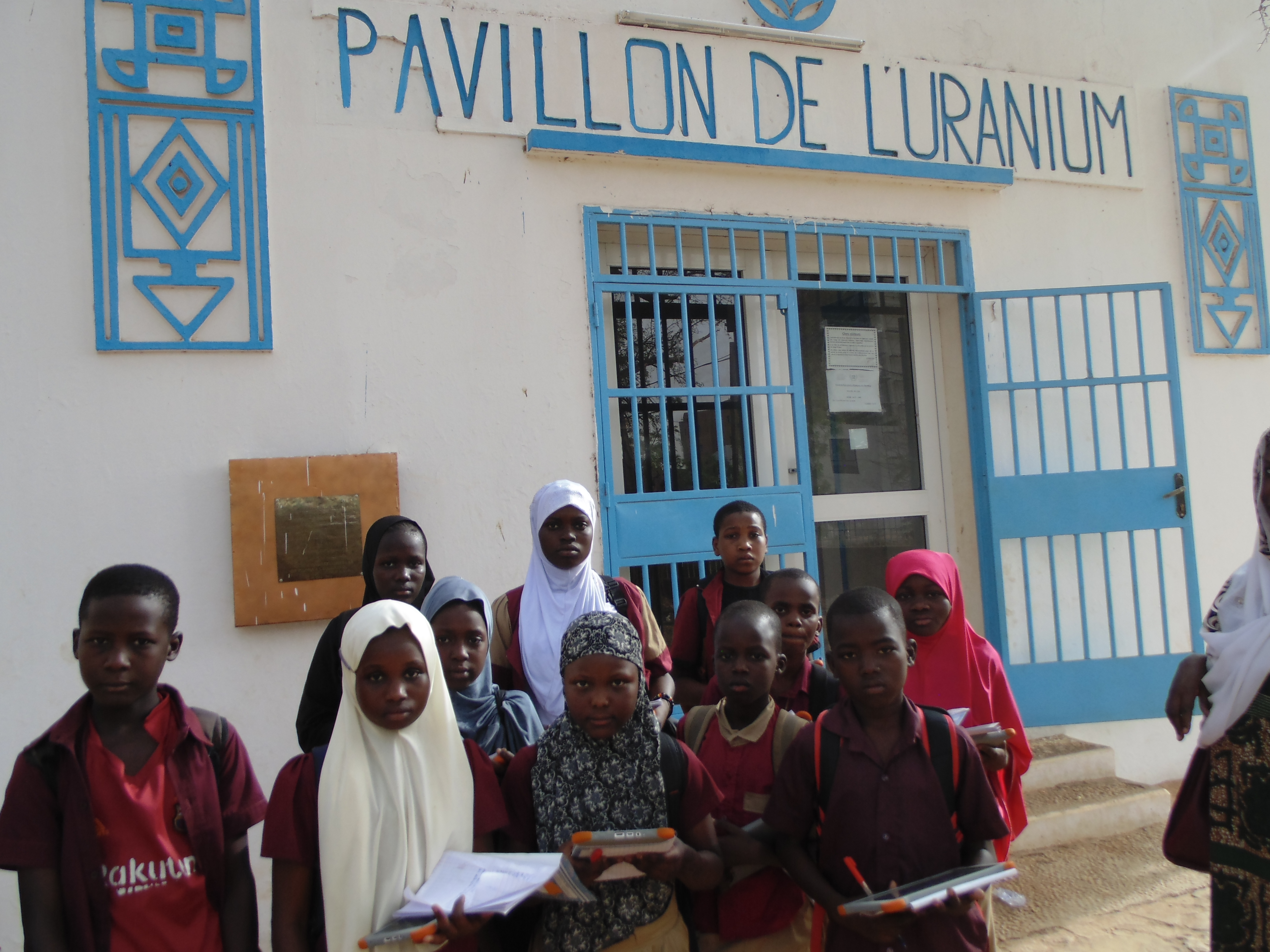
Écoliers visitant le Pavillon de l'uranium (2016).

### Historique de la création du Musée
Le Musée National du Niger est un musée pluridisciplinaire qui a vu le jour en en 1958. Son premier pavillon a été inauguré le 18 décembre 1959 par le président Diori Hamani.
Le musée renferme en son sein trois composantes :
- Un musée sous toit comprenant les différents pavillons où sont exposés les objets et les collections ;
- Un musée de plein air comprenant un parc zoologique (avec une diversité de faune sauvage et aquatique, d’oiseaux et des reptiles), un centre artisanal ;
- Un centre éducatif avec plusieurs sections dont la mécanique, la menuiserie, la soudure, la couture, la plomberie, l’électricité et l’informatique.

### Cadre institutionnel
De 1958 à 1990 le musée est resté sans personnalité juridique.
En 1990, il a été érigé en établissement public à caractère administratif (E.P.A.), par la loi n°90-25 du 28 décembre 1990.
En février 2006, le conseil des ministres a décidé de changer la dénomination du Musée National du Niger (MNN) en Musée National Boubou Hama du Niger (MNBH). Cette nouvelle appellation ne sera effective qu’avec la loi n°2008-11 du 30 avril 2008.
En 2015 il devient « établissement public à caractère scientifique, culturel et technique » ce nouveau statut qui lui confère une personnalité juridique et une autonomie financière, mais renforce aussi le caractère scientifique  et la recherche.
Le Musée National Boubou Hama est doté d’un conseil d’administration depuis 1990.

### Missions et Objectifs
Le Musée National Boubou Hama poursuit les objectifs suivants :
- L’affirmation de l’identité nationale ;
- La conservation, la valorisation des techniques traditionnelles artisanales ;
- Le développement de l’artisanat nigérien ;
- L’action éducative et sociale.

Le Musée National Boubou Hama a pour missions :
- La collecte des objets ethnographiques au Niger ;
- La Recherche Scientifique concernant les témoins matériels et immatériels de l’homme et son environnement ;
- La préservation, la restauration et la conservation des biens culturels ;
- La Communication culturelle et Scientifique des découvertes à travers les expositions, les études et des publications les promotions aux moyens audio-visuels et les médias ;
- La formation Technique et l’Éducation Permanentes des jeunes ;
- La production et la commercialisation des œuvres artisanales et artistiques ;
- La promotion et le rayonnement de la culture nationale.

Cette institution est également habilitée à échanger des expériences, des formations et des publications avec des institutions Nationales similaires, les organisations scientifiques et culturelles internationales agréés par l’État.

## Collections

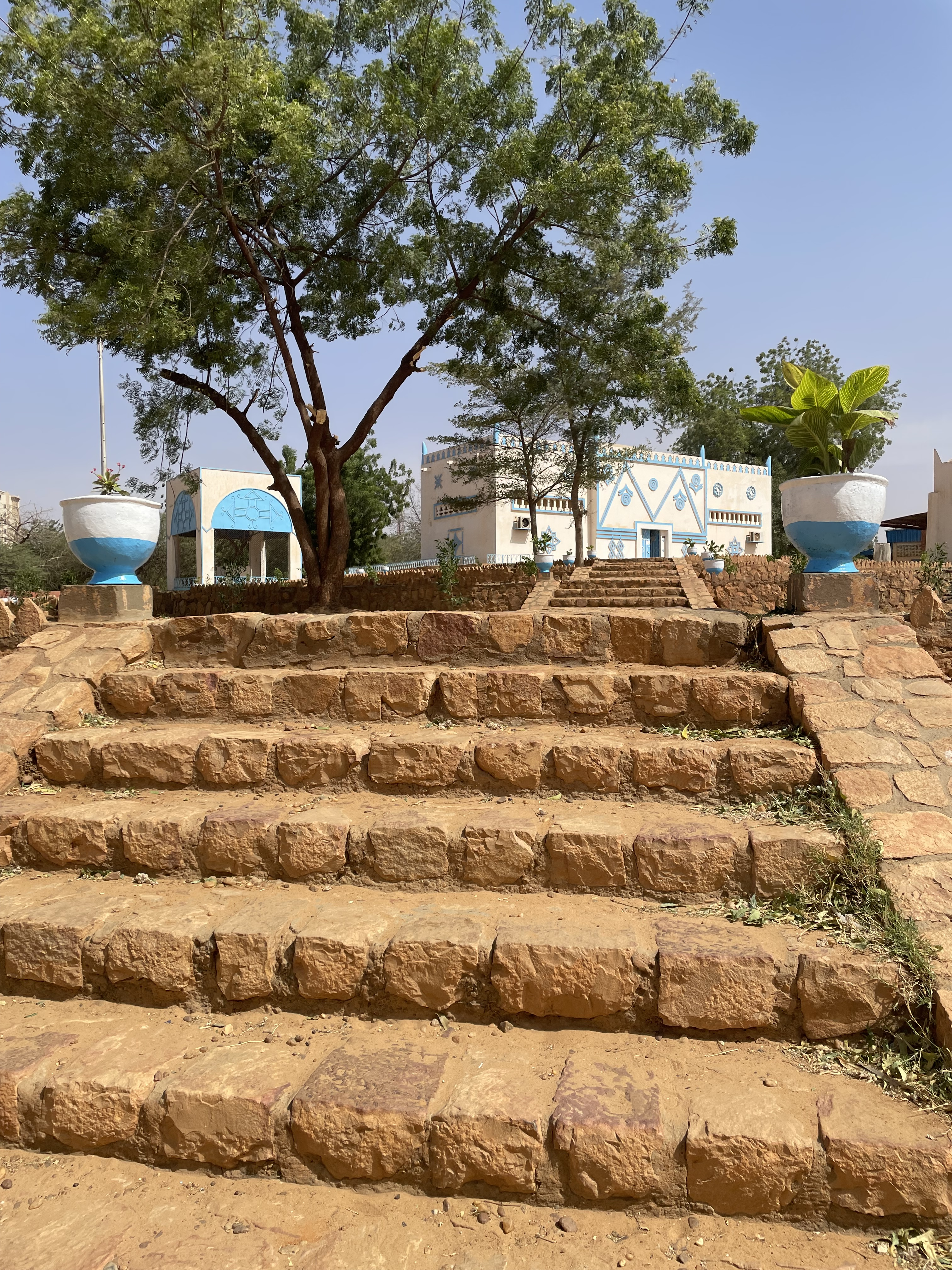
L'une des entrées du Musée National du Niger

Vous trouverez l'essentiel du patrimoine culturel Nigérien. Des squelettes de dinosaure d'une dizaine de mètres d'altitude très impressionnants ont été reconstitués en bois pour l'histoire. Ces squelettes sont aussi fièrement dressés à l'aéroport Diori Hamani de Niamey.
Vous découvrirez aussi des animaux comme le lion, l'hyène, les crocodiles, les hippopotames, etc.
L'arbre du Ténéré, l'un des rares arbres résistant aux conditions climatiques chaudes et sèches marque aussi le symbole de la richesse culturelle du Niger. Cet arbre a poussé à 235 km au nord-est de la ville d'Agadez en plein cœur de désert. Il servait de repère pour les routes des caravanes qui traversaient le désert de Ténéré. Il a été finalement renversé par un camion en 1973 puis transporté au musée national.
L'essentiel de la galerie d'art se retrouve aussi dans ce musée. Des objets d'art originaux faits à la main par les artisans avec des matériaux locaux comme les bijoux Touareg, les chaussures en cuir, etc font partie des collectifs disponibles.

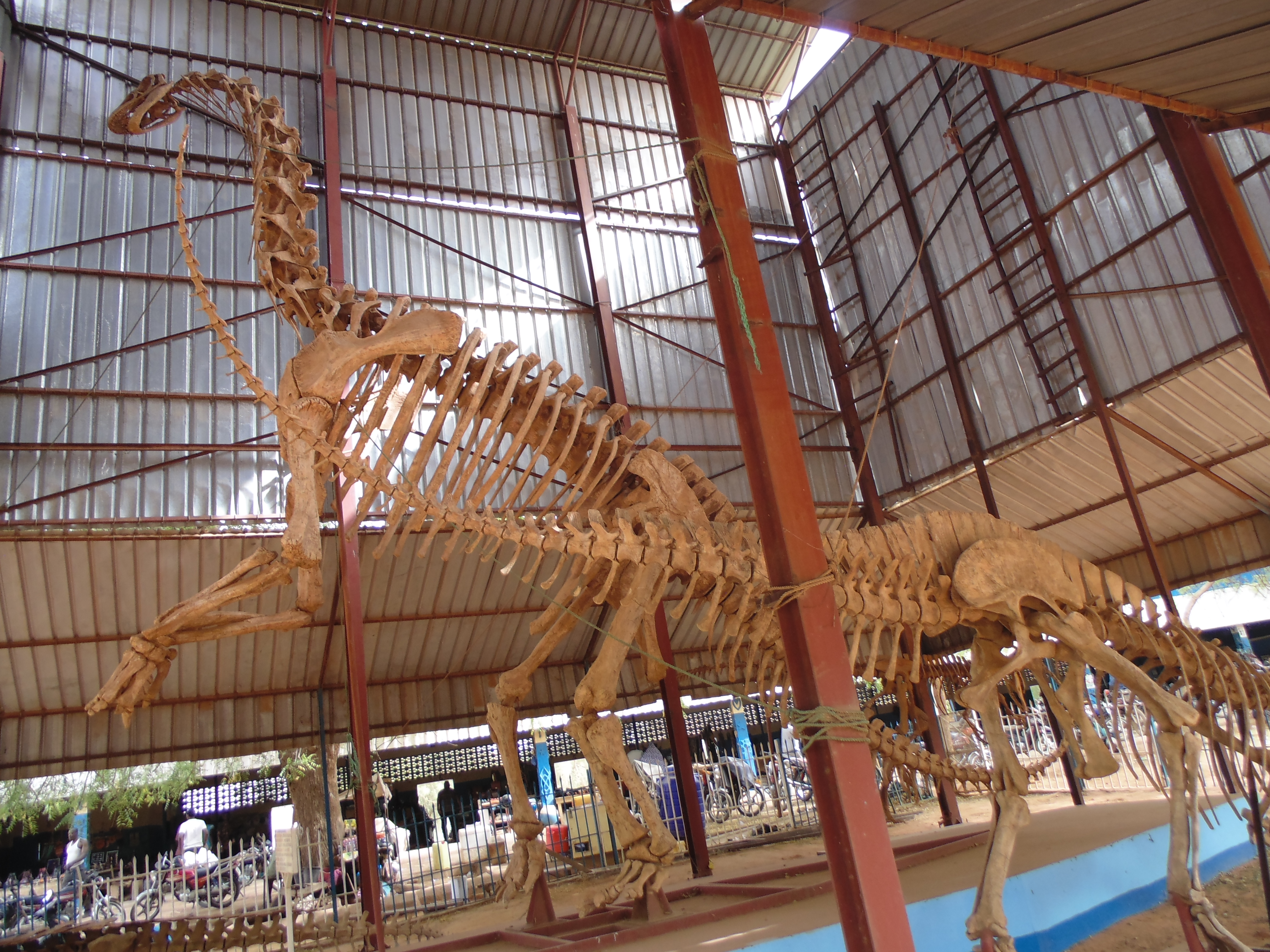
Squelette de dinosaure.
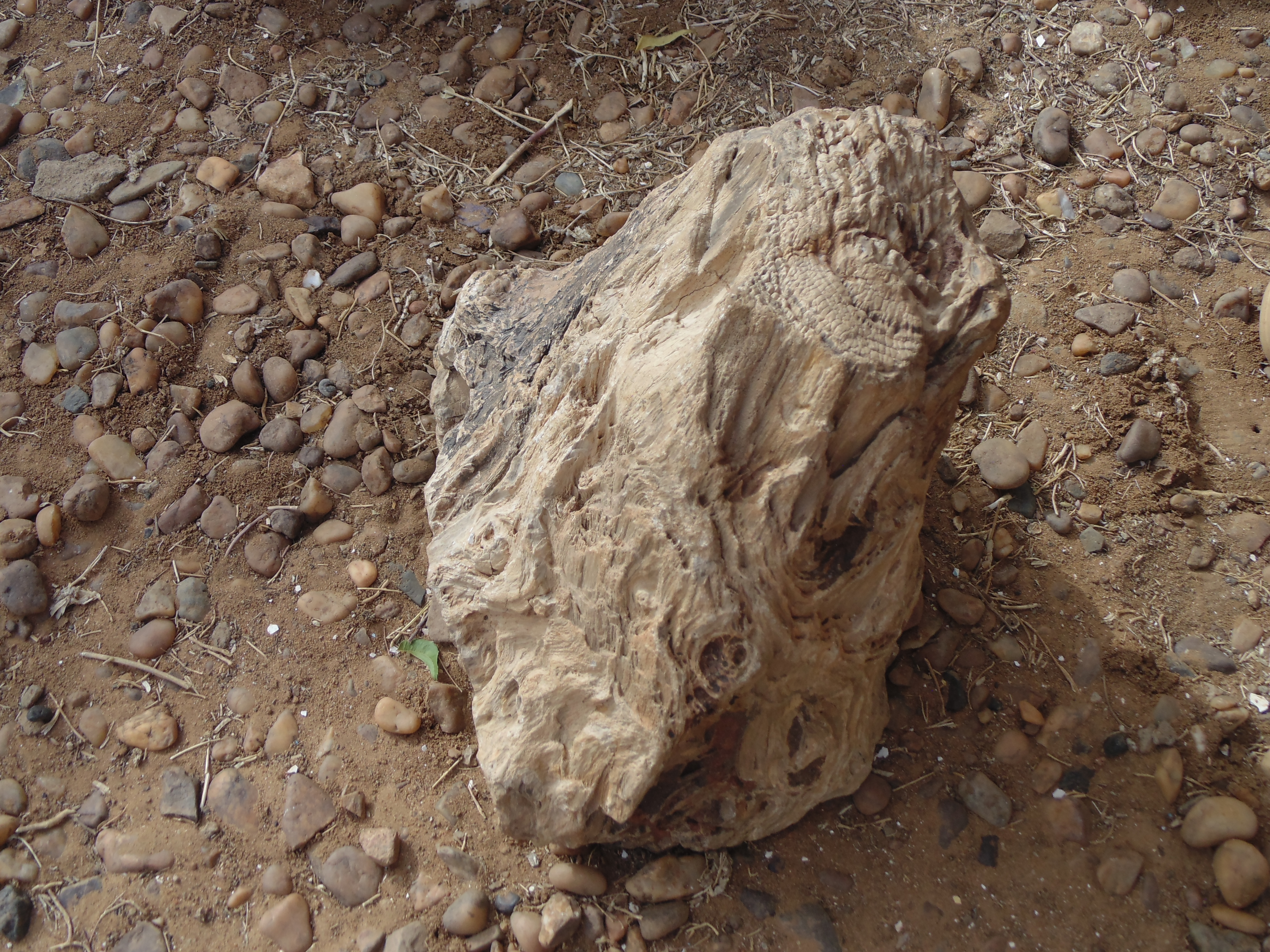
Arbre fossilisé.
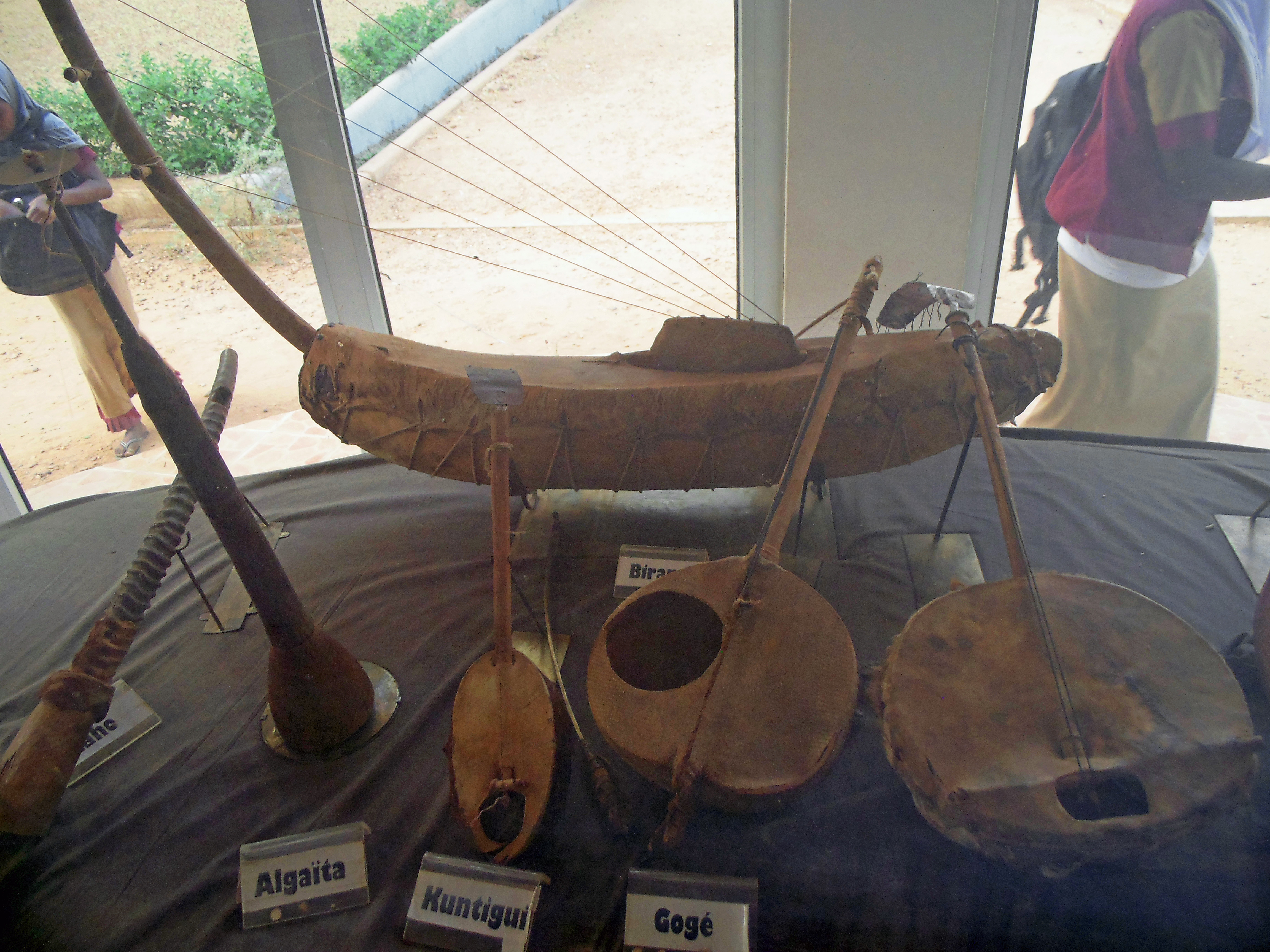
Instruments de musique traditionnelle.
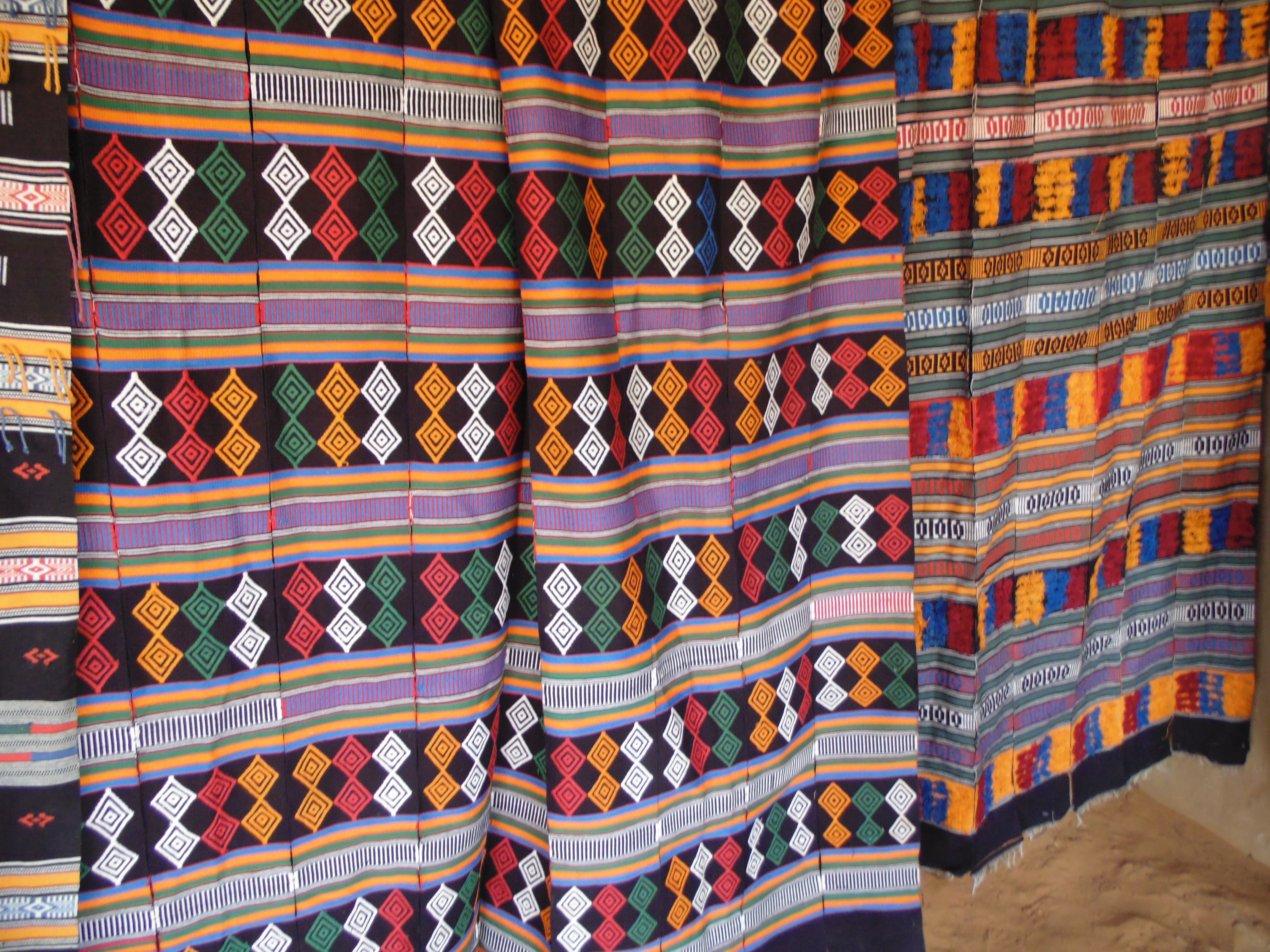
Textiles.
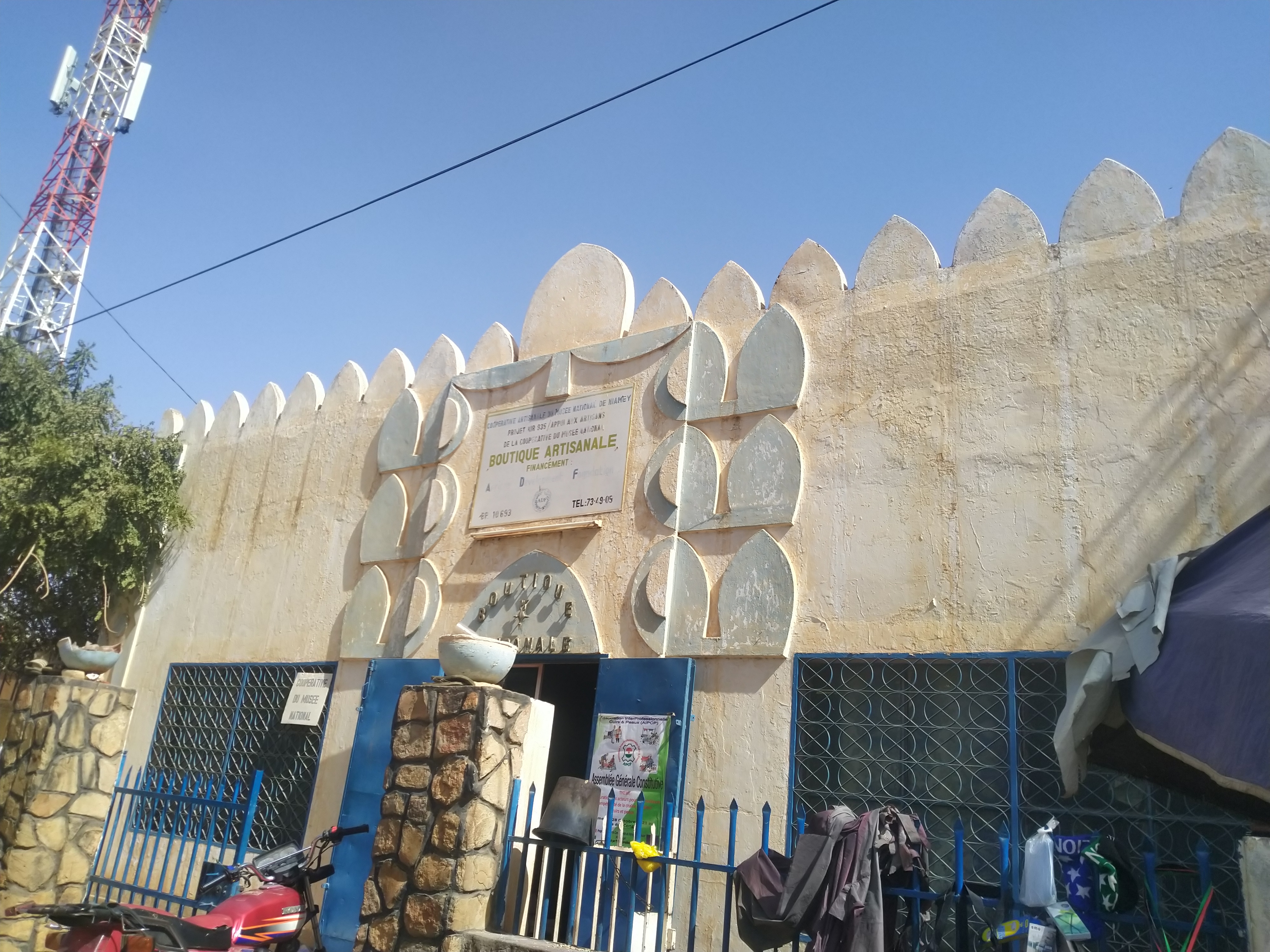
Boutique artisanale
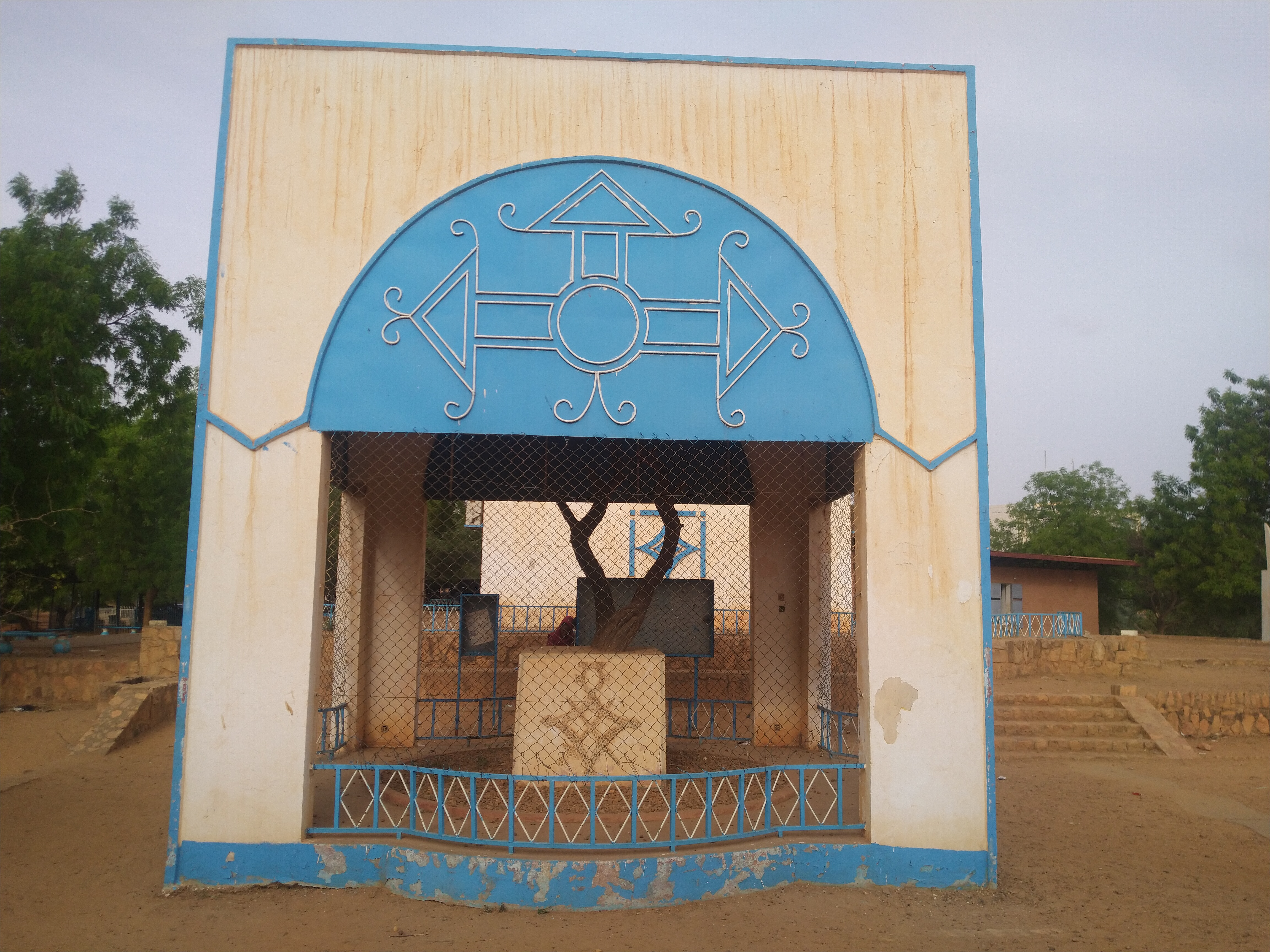
arbre du Ténéré